# Raniżów (gromada)
Raniżów – dawna gromada, czyli najmniejsza jednostka podziału terytorialnego Polskiej Rzeczypospolitej Ludowej w latach 1954–1972.
Gromady, z gromadzkimi radami narodowymi (GRN) jako organami władzy najniższego stopnia na wsi, funkcjonowały od reformy reorganizującej administrację wiejską przeprowadzonej jesienią 1954 do momentu ich zniesienia z dniem 1 stycznia 1973, tym samym wypierając organizację gminną w latach 1954–1972.
Gromadę Raniżów z siedzibą GRN w Raniżowie utworzono – jako jedną z 8759 gromad na obszarze Polski – w powiecie kolbuszowskim w woj. rzeszowskim na mocy uchwały nr 23/54 WRN w Rzeszowie z dnia 5 października 1954. W skład jednostki wszedł obszar dotychczasowej gromady Raniżów oraz przysiółek Krzaki Wolskie z dotychczasowej gromady Wola Raniżowska ze zniesionej gminy Raniżów w tymże powiecie. Dla gromady ustalono 18 członków gromadzkiej rady narodowej.
1 stycznia 1960 do gromady Raniżów włączono obszar zniesionej gromady Staniszewskie w tymże powiecie.
31 grudnia 1961 do gromady Raniżów włączono obszar zniesionej gromady Mazury w tymże powiecie.
31 grudnia 1964 ze wsi Mazury w gromadzie Raniżów wyłączono przysiółek Turza-Zalas o powierzchni 136 ha 12 a, włączając go do wsi Turza w gromadzie Sokołów w tymże powiecie.
Gromada przetrwała do końca 1972 roku, czyli do kolejnej reformy gminnej. 1 stycznia 1973 w powiecie kolbuszowskim reaktywowano gminę Raniżów.